# 伊米·奥克松

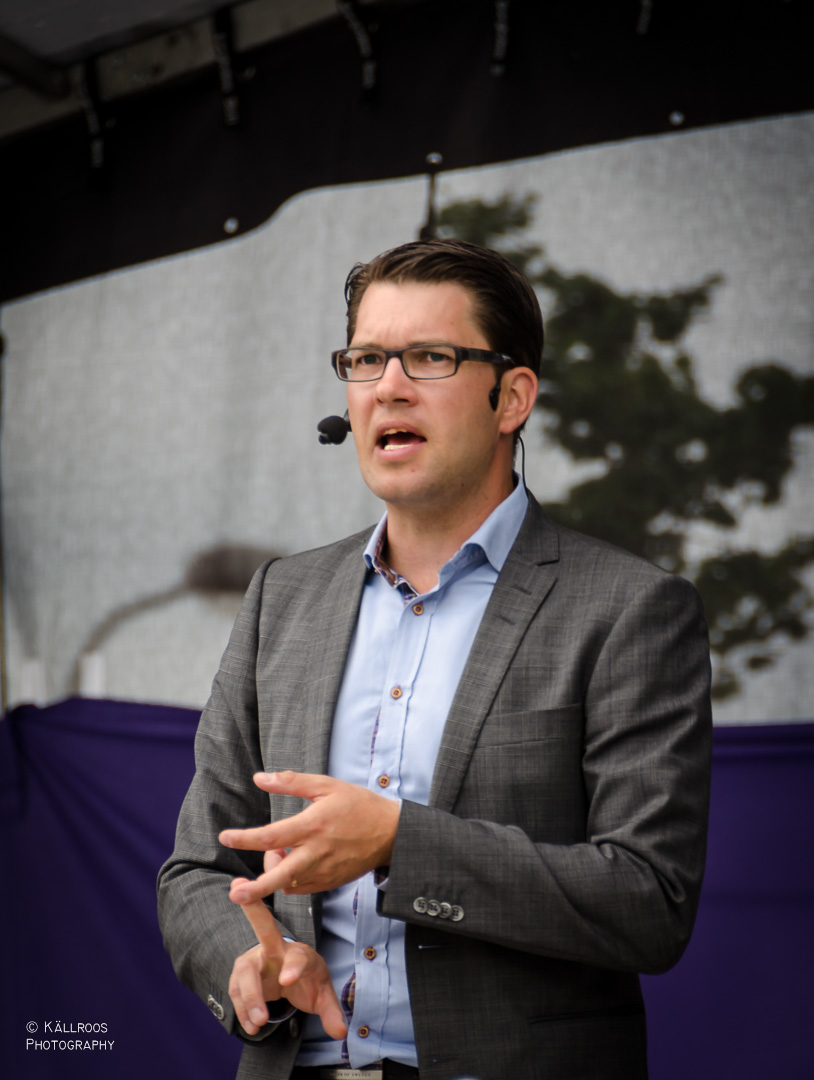
伊米·奥克松在博里霍尔姆发表演讲，2014-08-06

佩尔·伊米·奥克松（Per Jimmie Åkesson，瑞典語發音：[ˈjɪmɪ ˈoːkɛ.ˈsɔn]; 1979年5月17日—）瑞典极右翼政治家。现任瑞典民主党领袖，2010年年大选中当选瑞典议会议员。瑞典民主党以反对移民难民著称，主张瑞典人优先。与瑞典的法西斯帮派有千丝万缕的联系。因为其主张带有种族主义倾向，过去所有的正式的政党都拒绝与其合作；但随着瑞典民主党支持率不断上升，右翼联盟还是选择与其结盟。
伊米·奥克松出生于瑞典克里斯蒂安斯塔德省伊韦托夫塔（Ivetofta），但成长于布萊金厄省的瑟尔沃斯堡市镇。他曾是温和党青年联盟的成员，不久在1995年加入瑞典民主党青年协会。1998年，19岁的奥克松当选瑟尔沃斯堡市镇议员，同时成为新成立的瑞典民主党青年会（Sverigedemokratisk Ungdom）副主席，2000年到2005年任该组织主席。2005年，他在党内选举中击败了党魁米凯尔·扬森（Mikael Jansson），成为瑞典民主党的党魁。
2010年的大选中瑞典民主党获得5.70%的选票，第一次进入瑞典议会。奥克松与其他的19名成员当选国会议员。
奥克松和他的未婚妻露易丝的孩子尼尔斯在2013年12月12日出生。
2020年4月24日，2011年前-2020年後前妻露易絲·埃里克森 （Louise Erixon）夫妻雙方正式離婚分手一段時間.